# Kalliope-Verbund
Le Kalliope-Verbund (d'après la muse la plus sage Calliope ; initialement "Kalliope-Portal") est un système d'information sur les successions et les autographes dans les bibliothèques, les archives et les musées. Il est financé en tant que projet par la Fondation allemande pour la recherche (DFG) et géré par la Bibliothèque d'État de Berlin.

## Histoire
Le catalogue collectif Kalliope est la continuation numérique de la "Zentralkartei der Autographen" (ZKA) fondée à Berlin-Ouest en 1966 avec environ 1,2 million de références. Le ZKA est administré par le département des manuscrits de la Bibliothèque d'État de Berlin (bâtiment Potsdamer Strasse (de)) en tant que complément à l'index immobilier ouest-allemand et sert à partir de 1969 de continuation à l'inventaire patrimonial imprimé de Ludwig Denecke.
La base de données "ZKA online" est développée entre 2001 et 2003. Depuis octobre 2004, le stock de base du catalogue sur fiches peut être consulté en ligne. Le portail porte le nom de Calliope, la muse de la poésie épique. Cela fait référence à l'origine du portail de la zone de la bibliothèque.

## Contenu
Au total, environ 500 bibliothèques, archives et musées d'Allemagne et de divers autres pays sont répertoriés comme institutions propriétaires. Fin 2010, la base de données comprend 1 530 600 autographes, 25 300 exploitations et 491 000 individus et en janvier 2012 1 610 156 autographes, 28 178 exploitations et 512 713 individus. En février 2015, le catalogue contient 2,35 millions d'entrées de plus de 590 000 personnes.
En 2014, la présentation est fondamentalement révisée et élargie pour inclure des options de visualisation. Cette implémentation est actuellement en phase de test.
Trois points d'accès à la recherche permettent à l'utilisateur de rechercher des autographes de manière différenciée (notamment selon les noms des correspondants, selon les dates des lettres, les lieux et les pays d'origine ainsi que selon les fonds autographes des institutions individuelles), selon les personnes (notamment la recherche de personnes ainsi que de données biographiques ou d'institutions) et de fonds (c'est-à-dire selon successions et collections entières).
Le centre des héritages documentés à Kalliope est actuellement toujours dans la zone de la bibliothèque. Les legs dans les archives sont principalement documentés par la base de données centrale des legs (ZDN) gérée par les Archives fédérales allemandes. Les données sont liées à la Deutsche Biographie.